# Alaili Dadda
Alaili Dadda est une ville de la république de Djibouti située dans la région d'Obock.

## Source
- (en) Cet article est partiellement ou en totalité issu de l’article de Wikipédia en anglais intitulé « Alaili Dadda` » (voir la liste des auteurs).